# Премія Малевича

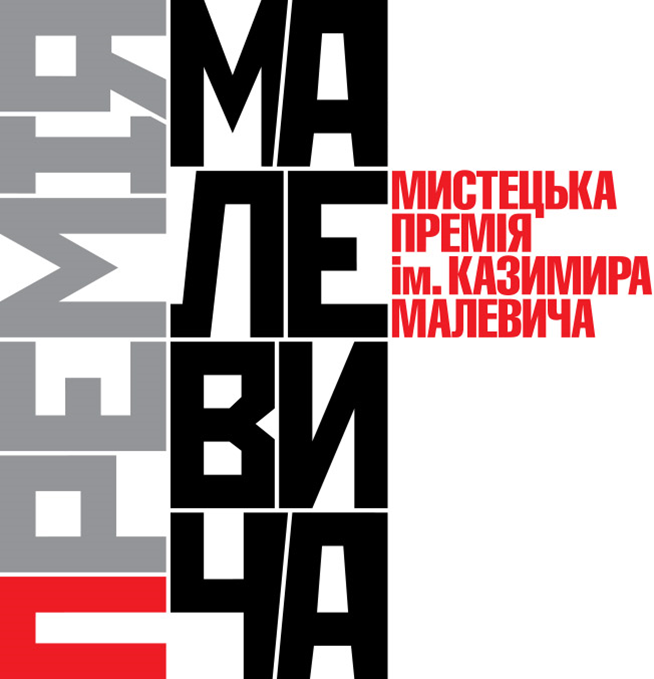
Логотип Мистецької Премії ім. Казимира Малевича

Премія імені Казимира Малевича була заснована за ініціативи Єжи Онуха, директора Польського Інституту у Києві та Войцеха Круковського, директора Центру Сучасного Мистецтва Замок Уяздовський у 2008 році з нагоди 130-ліття від дня народження митця, й вручається раз на два роки видатним українським сучасним митцям у тісній співпраці та за підтримки українських та польських партнерів. Саме партнери Інституту складають більшість членів журі. Починаючи з 2010 року до Премії долучився Культурний Проект та його директор Наталія Жеваго. До складу журі входить також попередній лауреат Премії — це запорука прозорості роботи журі. До складу журі входить одна особа від Інституту — актуальний директор, який виконує функцію голови журі.
Премія Казимира Малевича - це свідчення пам'яті та визнання художника польського походження, що народився у Києві. У 2018 році до організації Премії приєдналися Український інститут та Інститут Адама Міцкевича.
В 2025 році, після 5-річної перерви Мистецька премія імені Казимира Малевича поновила діяльність, оновивши статут Премії та створивши Раду лауреатів, до складу якої тепер входитимуть лауреати премії попередніх років, що дасть змогу посилити незалежність та надати стійкість проєкту.
Податися на премію можуть українські митці та мисткині віком до 45 років. Вперше до участі допускаються мистецькі групи. Відзнаку можуть отримати митці та мисткині всіх дисциплін, чия творчість характеризується якістю, оригінальністю, значущістю та внеском у розвиток сучасного мистецтва. Переможці отримають грошову винагороду у розмірі 5000 євро та мистецьку резиденцію у Центрі сучасного мистецтва Замок Уяздовський у Варшаві.

### Лауреати
- 2008 — Алевтина Кахідзе [4]
- 2010 — Стас Волязловський [5]
- 2012 — Жанна Кадирова [6]
- 2014 — Лада Наконечна [7]
- 2016 — Микита Кадан [8]
- 2018 — Іван Світличний [9]
- 2020 — Саша Курмаз[10]

Мета премії:
- нагадати та підкреслити важливість постаті Казимира Малевича як символу світової культурної спадщини;
- звернути увагу української еліти на українське коріння поляків, котрі досягли світового визнання;
- підкреслити роль Польщі, як країни, котра відзначає творчі досягнення сучасних українських митців у контексті спільної польсько-української культурної спадщини;
- В Україні народилося багато поляків, творчість котрих стала частиною світового культурного надбання, серед них письменник Джозеф Конрад-Коженьовський, митець Казимир Малевич, танцюрист Вацлав Ніжинський, композитор Кароль Шимановський тощо. Більшість цих видатних митців не асоціюється безпосередньо ані з Польщею, ані з Україною. Створення премії Малевича — це змога нагадати про внесок поляків, які в той же час є синами та доньками української землі, у формування світової культурної спадщини;
- промоція та збільшення престижу сучасних митців, що народилися в Україні, а також допомога у розробленні зрозумілих критеріїв оцінювання митців, котрі творять сучасне мистецтво.